# Заземлюючий дугогасний реактор
Зазе́млюючий дугога́сний реа́ктор (коту́шка Пе́терсена) (англ. arc suppression coil; Petersen coil) — однофазний електричний реактор, що призначений для увімкнення між нейтраллю і землею з метою компенсування ємнісної складової струму від лінії до землі при однофазному замиканні на землю в електричних мережах з ізольованою нейтраллю. Назва «котушка Петерсена» має походження від імені її винахідника (1917) — професора електротехніки члена правління (1926) німецької компанії AEG В. Петерсена (1880—1946, англ. Waldemar Petersen).

## Застосування
Дугогасні реактори застосовуються для заземлення нейтралі трифазних мереж з напругою 6, 10, 35 кВ.
Через розподілену по лінії електропередач або кабелю ємність, при однофазному замиканні на землю (ОЗЗ) в місці пошкодження ізоляції виникає ємнісний струм. Якщо він перевищить 20—30 А, виникає електрична дуга, горіння якої руйнує ізоляцію і провідник кабелю, що може призвести до переходу ОЗЗ у дво- або трифазне замикання та відключення лінії релейного захисту. Через це можливе припинення постачання електроенергії споживачу.
Це не станеться, коли нейтраль мережі заземлена через дугогасний реактор, індуктивність якого під час ОЗЗ така, що ємнісна провідність розподіленої ємності і індуктивна провідність реактора на промисловій частоті є однаковими.
Компенсація ємнісного струму здійснюється увімкненням у нейтральну точку трифазної мережі індуктивного опору — дугогасного реактора (ДГР) з регульованим повітряним зазором магнітопроводу або ступінчастим регулюванням числа витків його обмотки. Нейтраль первинної обмотки одного з мережевих трансформаторів (трансформатора власних потреб або спеціально встановленого заземлюючого трансформатора) зі схемою сполучення обмоток «зірка-трикутник» заземлюється через ДГР. При цьому під час ОЗЗ ємнісний струм сумується у місці замикання з рівним йому і протилежним за фазою індуктивним, що убезпечує від виникнення електричної дуги та крокової напруги. Струмопровідні кола залишаються неушкодженими. За діючими нормами допускається робота мережі з ізольованою нейтраллю при ОЗЗ протягом двох годин, які даються персоналу для пошуку і усунення пошкодження ізоляції.
Приєднання дугогасних реакторів до нейтралей трансформаторів, генераторів або синхронних компенсаторів здійснюється роз'єднувачами. Заземлення здійснюється через трансформатори струму.
Трансформатори 6 (10) кВ з приєднаними до їх нейтралей дугогасними реакторами приєднуються до шин підстанцій вимикачами. Захист трансформаторів, до нейтралей яких приєднано ДГР, здійснюється (згідно з ПУЕ) максимальним струмовим захистом з витримкою часу. Застосування запобіжників у схемах живлення трансформаторів із дугогасними реакторами в нейтралі недопустиме.
На двотрансформаторних підстанціях схеми вмикання дугогасних реакторів повинні передбачати можливість вмикання обох реакторів як до одного, так і до іншого трансформаторів. Нейтралі трансформаторів повинні бути розділені роз'єднувачем.
Приєднання реакторів до нейтралей трансформаторів рекомендується виконувати сталеалюмінієвими проводами або шинами з перетином 50—70 мм².

## Класифікація
За точністю налагодження
- некеровані ДГР;
- ДГР зі ступінчастим регулюванням струму;
- ДГР з плавним регулюванням струму.

За способом регулювання індуктивності (струму компенсації) ДГР, що застосовуються в електричних мережах, поділяються на кілька видів:
- зі ступінчастим регулюванням індуктивності перемиканням відгалужень обмоток без напруги (ступінчасті);
- з плавним регулюванням індуктивності зміною зазору в магнітній системі (плавнорегульовані);
- з плавним регулюванням індуктивності поздовжнім, поперечним або поздовжньо-поперечним підмагнічуванням (керовані) та ін.

За керуванням
- без систем керування — індуктивність є постійною, або змінюється вручну персоналом. Зазвичай зміна індуктивності такого реактора — трудомісткий процес, що вимагає відключення реактора. До таких ДГР належать, переважно, ступінчасті;
- з приводом — привод дозволяє змінювати індуктивність реактора без його відмикання від мережі;
- з вимірником ємності мережі — індуктивність реактора автоматично налагоджується системою керування при будь-якій зміні ємності мережі.

Сучасні ДГР оснащуються цифровими системами керування, можливості яких є набагато ширшими, ніж просто вимірювання ємності мережі та регулювання індуктивності реактора. Це і накопичення статистики замикань, і телеметрія, і допомога персоналу у пошуку пошкоджених ліній та багато іншого. Успішним виявився досвід з виробництва реакторів без механічно керованих частин (з підмагнічуванням), що мають великий термін служби і надійність. Вони витісняють застарілі реактори із ступінчастим регулюванням.
В енергокомпаніях України найбільше застосовуються:
- ДГР зі ступінчастим регулюванням індуктивності (ЗРОМ — заземлюючі реактори однофазні масляні та РЗДСОМ — реактори заземлюючі дугогасні ступінчасті однофазні масляні);
- ДГР з плавним регулюванням індуктивності зміною зазору магнітопроводу (РЗДПОМ — реактори заземлюючі дугогасні плавнорегульовані однофазні масляні, КДР — котушки дугогасні регульовані та ін.).